# Charlie Aitken
Charles Alexander Aitken (Edimburgo, 1 de maio de 1942 - 29 de outubro de 2023) foi um ex-futebolista escocês que jogou como zagueiro e o seu primeiro clube foi o Aston Villa.

## Carreira
Charlie atuou como zagueiro central, jogando quase toda sua carreira pelo Aston Villa de 1959 até maio de 1976. Transferiu-se para o NY Cosmos e jogou suas ultimas duas temporadas antes de se aposentar. É considerado um  ídolo do Aston Villa, jogando no total de 659 partidas marcando 16 gols.  
1. ↑  «Tribute to Charlie Aitken» (em inglês). Aston Villa FC. 29 de outubro de 2023. Consultado em 29 de outubro de 2023